# Исламский Эмират Рафах
Исламский Эмират Рафах (араб. امارة رفح الاسلامية) — самопровозглашённое квазигосударство, существовавшее на территории Рафаха в августе 2009 года. Оно было создано группировкой Джунд Ансар Аллах 14 августа 2009 года, спустя два года после захвата власти в секторе Газа боевиками ХАМАС. Де-факто прекратило своё существование сразу после битвы за Рафах.

## История

### Провозглашение независимости
14 августа 2009 года, лидер Джунд Ансар Аллах Абдель Латиф Мусса объявил о создании исламского эмирата в секторе Газа перед 100 своими вооружёнными последователями в мечети Ибн Таймия в Рафахе сразу после пятничного намаза. Во время своей салафитской проповеди, Мусса осудил «националистически-исламистский» ХАМАС, контролировавший сектор Газа, за неспособность в полной мере реализовать законы шариата и обвинил их в том, что они «ничем не отличаются от светского правительства». Мусса также заявил об отмене всех принятых ХАМАС законов, заявив, что на территории эмирата будут действовать только законы шариата.

### Подавление мятежа
Эмират пал спустя 7 часов после провозглашения независимости. Восприняв проповедь Муссы как вызов своему правительству, силы ХАМАС немедленно окружили мечеть, потребовав от всех находящихся внутри сдаться. В ответ на это, боевики Джунд Ансар Аллах, находящиеся внутри, дали клятву, что «скорее умрут, чем отдадут святыню». Завязалась перестрелка, которая позже переросла в семичасовой бой. Боевики ХАМАС заблокировали весь район, перекрыли дороги, ведущие к Рафаху, а сам город объявили закрытой военной зоной, отказываясь пускать туда журналистов. При штурме ХАМАС применял не только стрелковое оружие, но и РПГ, обстреливая из них мечеть. По итогам боя, мятеж был полностью подавлен. В тот же день, 15 августа, дом Абделя Латифы Муссы был окружён силами ХАМАС. Он активировал на себе пояс смертника, взорвав себя и переговорщика, направленного ХАМАС.

## Последствия
После боя, Джунд Ансар Аллах пообещала в отместку атаковать базы ХАМАС и мечети, поддерживающие их. 29 августа две бомбы взорвались на территории военного объекта ХАМАС и одной из мечетей в городе Газа. В результате терактов никто не пострадал. Ответственность за атаки взяла на себя ранее неизвестная группировка Джунд Ансар аль-Джихад валь Сунна. От её лица было опубликовано сообщение: «Мы призываем наших братьев-джихадистов объединить усилия, чтобы вести болезненную совместную войну против этих злодеев-муртадинов и положить конец их правлению». Агентство Associated Press сообщило, что «два взрыва, по всей видимости, были актами мести правителям Хамаса в секторе Газа», и предположило связь с Джунд Ансар Аллах.